# Coupe de l'UFOA 1985
Navigation
Édition précédente Édition suivante
La Coupe de l'UFOA 1985 est la neuvième édition de la Coupe de l'UFOA, qui est disputée par les meilleurs clubs d'Afrique de l'Ouest non qualifiés pour la Coupe des clubs champions africains ou la Coupe d'Afrique des vainqueurs de coupe.
Toutes les rencontres sont disputées en matchs aller et retour. Cette compétition voit le sacre du club d'Africa Sports de Côte d'Ivoire qui bat les Togolais d'Ifodje Atakpamé en finale.

## Premier tour
- Matchs disputés les 30 mars et 14 avril 1985.

| Équipe 1                | Résultat | Équipe 2                   | Aller | Retour |
| ----------------------- | -------- | -------------------------- | ----- | ------ |
| East End Lions          | 6 - 1    | Hawks FC                   | 4 - 0 | 2 - 1  |
| Shooting Stars FC       | 6 - 1    | AS CaÏmans                 | 5 - 0 | 1 - 1  |
| Casa Sports             | 1 - 3    | UD Internacional de Bissau | 0 - 0 | 1 - 3  |
| Africa Sports           | 8 - 0    | Saint Joseph Warriors      | 5 - 0 | 3 - 0  |
| Ifodje Atakpamé         | 3e - 3   | Gangan Football Club       | 2 - 0 | 1 - 3  |
| Eleven Wise             | 2 - 3    | AS Real Bamako             | 2 - 0 | 0 - 3  |
| (T) New Nigeria Bank FC | -        | exempt                     | -     | -      |

## Quarts de finale
- Matchs disputés les 26 mai et 9 juin 1985.

| Équipe 1                   | Résultat      | Équipe 2          | Aller | Retour |
| -------------------------- | ------------- | ----------------- | ----- | ------ |
| UD Internacional de Bissau | 2 - 5         | Africa Sports     | 2 - 0 | 0 - 4  |
| Ifodje Atakpamé            | 3 - 3 4-2 tab | East End Lions    | 2 - 1 | 1 - 2  |
| Eleven Wise                | 3 - 3 1-3 tab | Shooting Stars FC | 3 - 0 | 0 - 3  |
| (T) New Nigeria Bank FC    | -             | exempt            | -     | -      |

## Demi-finales
- Matchs disputés les 30 juin et 14 juillet 1985.

| Équipe 1                        | Résultat | Équipe 2        | Aller | Retour |
| ------------------------------- | -------- | --------------- | ----- | ------ |
| abandon Shooting Stars FC       | 2 - 0    | Africa Sports   | 2 - 0 | -      |
| (T) forfait New Nigeria Bank FC | 8 - 1    | Ifodje Atakpamé | 4 - 0 | 4 - 1  |

## Finale
- Matchs disputés les 20 octobre et 10 novembre 1985.

| Équipe 1      | Résultat | Équipe 2        | Aller | Retour |
| ------------- | -------- | --------------- | ----- | ------ |
| Africa Sports | 5 - 0    | Ifodje Atakpamé | 3 - 0 | 2 - 0  |